# الهیات فلسفی
الهیات فلسفی (انگلیسی: Philosophical theology) هم شاخه و هم نوعی از الهیات است که در آن از روش‌های فلسفی در بسط یا تحلیل مفاهیم کلامی استفاده می‌شود؛ بنابراین شامل الهیات طبیعی و همچنین تلقی‌های فلسفی الهیات ارتدکس و هترودوکسی است. الهیات فلسفی نیز ارتباط تنگاتنگی با فلسفه دین دارد.